# Wilson-Conococheague
Wilson-Conococheague è un census-designated place della contea di Washington, nello stato del Maryland, Stati Uniti d'America.